# Los Cachiros
Cachiros ou Los Cachiros é uma organização criminosa hondurenha dedicada ao narcotráfico. Foi fundada no início da década de 1990 por um grupo de fazendeiros de gado nos departamentos de Colón e Olancho de Honduras.
Um dos líderes dos Cachiros, Javier Maradiaga, também conhecido como "Javier Cachiro", se entregou ao governo dos Estados Unidos em janeiro de 2015. Durante o julgamento, Maradiaga se declarou culpado pela acusação de tráfico de drogas.
Após a declaração de Maradiaga, as autoridades hondurenhas apreenderam bens no valor de 500 a 800 milhões de dólares. Estima-se que o patrimônio dos Cachiros seja avaliado em mais de um bilhão de dólares.
Em março de 2017, Devis Leonel Rivera Maradiaga foi testemunha no julgamento de Fabio Porfirio Lobo no United States District Court for the Southern District of New York. Rivera Maradiaga testemunhou que, durante o período de 2009 a 2013, o governo hondurenho o auxiliou em suas operações de narcotráfico, fornecendo informações policiais, informações de radar e missões militares para garantir a segurança.
Rivera Maradiaga também afirmou que sua organização pagou subornos a membros prominentes do governo hondurenho, incluindo o ex-presidente Porfirio Lobo Sosa. Os subornos foram realizados a fim de receber assistência para suas operações e para fossem concedidos contratos a empresas pertencentes aos Cachiros.
O ex-chefe do cartel Los Cachiros não somente testemunhou, mas também forneceu evidências na forma de gravações de voz, vídeos, fotografias, etc.
Rivera Maradiaga também revelou em março de 2017, durante o processo contra Fabio Lobo, ter pago propinas a Juan Antonio Hernández (também conhecido como "Tony Hernández"), o irmão do presidente Juan Orlando Hernández, quando o primeiro foi deputado. O próprio presidente Juan Orlando Hernández seria implicado pelas delações dos ex-líderes dos Cachiros durante o julgamento do irmão Tony Hernández, quando os criminosos afirmaram terem contribuído para a campanha eleitoral do mandatário hondurenho com o dinheiro proveniente do crime em troca de proteção para a quadrilha.